# Мішук
Мішук (ест. Jõmm) — радянський художній дитячий телефільм 1975 року.

## Сюжет
Про пригоди маленького ведмедика Мішука і хлопчика Калле під час плавання вітрильника у морі. Мішук був другом хлопців і всієї команди корабля, однак капітан корабля сказав, що ведмедика все ж доведеться віддати в зоопарк. Калле вирішує врятувати Мішука від неволі і випускає його в ліс… Ведмежа і хлопчика чекають попереду великі пригоди і несподівані небезпеки.

## У ролях
- Юрі Ласс — капітан
- Хельгі Салло — Валлі
- Лізл Лійса Ліндау — тітка
- Евальд Тордік — боцман
- Ендел Пярн — матрос
- Арво Лайд — матрос Сілк
- Томас Сепп — Калле
- Людмила Кумикова — Інга
- Анді Талу — Пауник
- Райдо Малишев — Андо
- Сальме Реек — епізод
- Єва Мейл-Малмстен — епізод
- Ендель Сіммерманн — епізод
- Війве Роос — епізод
- Андрій Варавін — епізод
- Марі Лілль-Тамм — епізод
- Війре Вальдма — епізод

## Знімальна група
- Режисер — Сулев Ниммік
- Сценарист — Яан Раннап
- Оператор — Харрі Рехе
- Композитор — Юло Вінтер
- Художник — Кустав-Агу Пююман